# Li Peiyao
Li Peiyao (李沛瑤; ur. 1 stycznia 1933 w Cangwu w Guangxi, zm. 2 lutego 1996 w Pekinie) – polityk chiński.
Był wieloletnim działaczem związkowym, wiceprzewodniczącym Ogólnochińskiej Federacji Związków Zawodowych. 
W 1992 roku został wybrany na przewodniczącego Komitetu Centralnego jednej z partii demokratycznych, Rewolucyjnego Komitetu Chińskiego Kuomintangu, jako następca Zhu Xuefana. Od 1993 roku był również wiceprzewodniczącym Stałego Komitetu Ogólnochińskiego Zgromadzenia Przedstawicieli Ludowych VIII kadencji.
Zginął zamordowany podczas napadu rabunkowego. Mordercą był młody policjant, ochroniarz Li.